# Tubular Bells II: The Performance Live at Edinburgh Castle
Tubular Bells II – The Performance Live at Edinburgh Castle – jest to zapis koncertu Mike’a Oldfielda z 1992 roku, który odbył się na Zamku w Edynburgu. Jest to odtworzony na żywo pełny album Tubular Bells II.
Koncert został momentalnie wyprzedany, zgromadził osiem tysięcy widzów
Zapis koncertu wydany został w 1992 roku na VHS oraz laserdiscu. Na DVD ukazał się w roku 1999 na dwustronnej płycie wraz z koncertem Tubular Bells III Premiere Performance.

## Spis utworów
1. „Sentinel”
2. „Dark Star”
3. „Clear Light”
4. „Blue Saloon”
5. „Sunjammer”
6. „Red Dawn”
7. „The Bell”
8. „Weightless”
9. „The Great Plain”
10. „Sunset Door”
11. „Tattoo”
12. „Altered State”
13. „Maya Gold”
14. „Moonshine”
15. „Reprise”